# 草地滾球

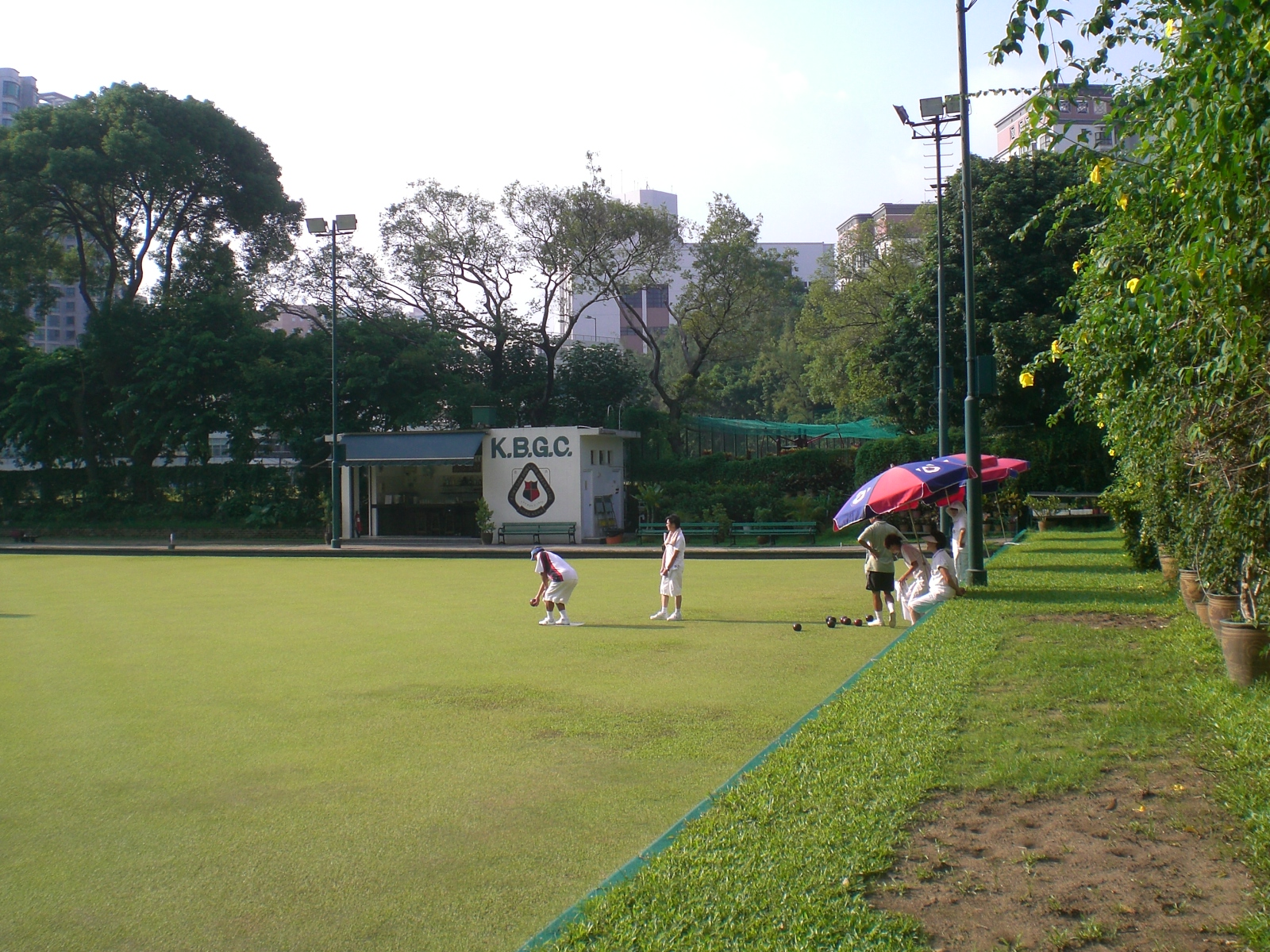
香港的九龍草地滾球會

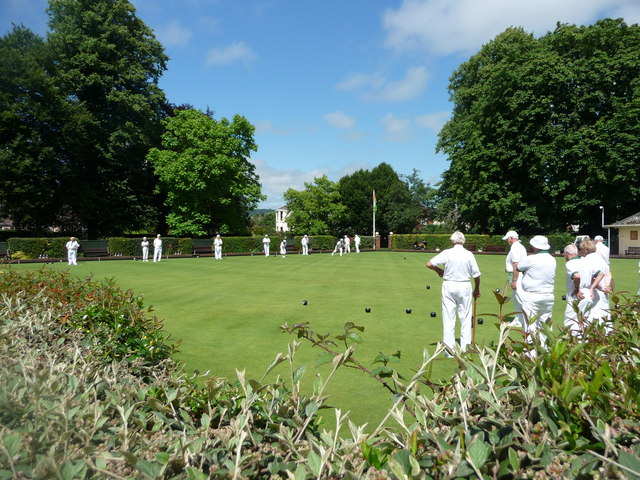
英國的草地滚球比赛

草地滾球（英語：或），一種滾球運動，在草地上進行，起源於英國，目前也在澳洲、加拿大、新西蘭、香港等大英國協地區流行。

## 規則
草地滾球須於一個平坦的草地上進行，場地長度為34米至40米，球道寛5.5米至5.8米。比賽可分男、女或男女混合，同時又分單人、雙人、三人隊際和四人隊際

## 公眾球場

### 香港
香港康樂及文化事務署在市區及新界均提供室內及戶外草地滾球場。戶外草地滾球場分別設有天然草及人造草地場。室內草地滾球場則舖設人造草。各場地均提供滾球給與租用人士使用，而租用人士必須自備滑底無踭運動鞋。

#### 室內草地滾球場
- 鴨脷洲體育館
- 港島東體育館
- 圓洲角體育館
- 大埔東昌街康體大樓

#### 戶外草地滾球場
- 維多利亞公園
- 沙田小瀝源路遊樂場
- 大埔海濱公園(天然草地)
- 屯門湖山草地滾球場
- 坑口文曲里公園
- 啟德車站廣場

## 外部連結
- 香港草地滾球總會（中國香港體育協會暨奧林匹克委員會會員機構） （页面存档备份，存于）（英文）